# حياة في يوم
هو فيلم وثائقي صُور بواسطة المشاركة الجماعية، يتألف من سلسلة مرتبة من مقاطع الفيديو المختارة من 80000 مقطع أُرسلت إلى موقع مشاركة مقاطع الفيديو على يوتيوب، وهي مقاطع تعرض أحداثًا مترابطة من جميع أنحاء العالم في يوم واحد، 24 يوليو 2010.
يبلغ طول الفيلم 94 دقيقة  ويتضمن مشاهد منتقاة من 4500 ساعة من اللقطات في 80,000 مشاركة من 192 دولة. ظهر الفيلم المكتمل للمرة الأولى في مهرجان صندانس السينمائي في 27 يناير 2010  وبُث العرض الأول على الهواء مباشرة على موقع يوتيوب. في 31 أكتوبر 2011، أعلن موقع يوتيوب أن «الحياة في يوم» سيكون متاحًا للمشاهدة على موقعها الإلكتروني مجانًا وعلى دي في دي.

## الإنتاج
أنتج الفيلم سكوتفري برودكشن وموقع مشاركة مقاطع الفيديو على يوتيوب. والتوزيع لناشيونال جيوغرافيك فيلمز. أنتج التأثيرات المرئية Lip Sync Post.
الفيلم شراكة بين يوتيوب وشركة ريدلي سكوت وإلكترونيات إل جي، أُعلن عنها في 6 يوليو 2010. أرسل المستخدمون مقاطع فيديو سُجلت يوم 24 يوليو 2010، ثم أنتج ريدلي سكوت الفيلم وحرر مقاطع الفيديو في فيلم مع كيفن ماكدونالد ومحرر الفيلم جو ووكر، ويتألف من لقطات من بعض المساهمين. جميع مؤلفي اللقطات المختارين ذُكروا بوصفهم مخرجين مشاركين.
ألف موسيقى الفيلم الملحن والمنتج هاري جريجسون ويليامز، إلى جانب ماثيو هربرت. الأغنية الافتتاحية للفيلم، التي كتبها هربرت، غنتها المغنية وكاتبة الأغاني الإنجليزية إيلي غولدينغ. يعرض الفيلم أيضًا أغنية القدس لكيران ليونارد  ومستقبل المستقبل لبيغي هيلمارز.
قال ماكدونالد لصحيفة وول ستريت جورنال إن المشروع صُمم في البداية طريقةً للاحتفال بعيد الميلاد الخامس لموقع يوتيوب، وأنه أراد أخذ فيديو يوتيوب المتواضع، والارتقاء به إلى الفن. قال المحرر جو ووكر إنه حسب فهمه جاء مفهوم الفيلم الوثائقي الجماعي من شركة إنتاج ريدلي سكوت «سكوتفري يو كي» ومن موقع يوتيوب، بينما أوضح ماكدونالد بشكل أكثر تحديدًا أن الإلهام بالنسبة إليه كان مجموعة بريطانية من الثلاثينيات تسمى مراقبة الحركة الجماعية. إذ طلبوا من مئات الأشخاص في جميع أنحاء بريطانيا كتابة مذكرات تسجل تفاصيل حياتهم في يوم محدد والإجابة عن بعض الأسئلة البسيطة. نُظمت هذه اليوميات بعد ذلك في كتب ومقالات بهدف إعطاء صوت للأشخاص الذين لم يكونوا جزءًا من النخبة وإظهار التعقيد والغرابة فيما يبدو عاديًا.
في أكتوبر 2011، أعلنت بي بي سي نيوز أن «بريطانيا في يوم» ستموله بي بي سي التعليمية جزءًا من الأولمبياد الثقافي الذي تبثه بي بي سي، مع قبول قناة بريطانيا في يوم على يوتيوب مساهمات الفيديو من الجمهور حول حياتهم في يوم محدد: 12 نوفمبر 2011. أشرف سكوت على المشروع مع المنتج التنفيذي ماكدونالد -كلاهما عمل في الحياة في يوم- والمخرج مورجان ماثيوز .
سنة 2012، تعاون المخرجان فيليب مارتن وجاكو ناريتا لإنشاء فيلم اليابان في يوم الذي يروي تداعيات تسونامي اليابان المدمر سنة 2011، ويضم مقاطع فيديو على موقع يوتيوب التقطها ناجون يعيشون في المناطق المتضررة وبالقرب منها.
قام ماكدونالد وسكوت أيضًا بإنشاء «عيد الميلاد في يوم» (نوفمبر 2013) فيلمًا وثائقيًا على يوتيوب مدته 48 دقيقة، استند إليه إعلان مدته 3.5 دقيقة عن سوبر ماركت سينسبري في المملكة المتحدة. كان الفيلم مقاطع جماعية سُجلت في عيد الميلاد عام 2012.
إيطاليا في يوم (سبتمبر 2014)، من إخراج غابرييل سالفاتوريس، تضمنت مقاطع مختارة من 45,000 مقطع فيديو سُجل في 26 أكتوبر 2013، وعُرض للمرة الأولى خلال مهرجان البندقية السينمائي الدولي 71.
تتعاون دار الإنتاج التي أنتجت إيطاليا في يوم مع شركة إنتاج سكوتفري لإنتاج إسرائيل في يوم، وتعمل ألمانيا وفرنسا أيضًا على نسخهما الخاصة.
صدر فيلم الهند في يوم عام 2015.
إسبانيا في يوم لإيزابيل كويسيه، صدر عام 2016.
صدر كندا في يوم عام 2017.
صدر فيلم بنما في يوم سنة 2019.
تعرض الفيلم لانتقادات لاستخدامه العمالة الحرة. في صناعة السينما، عادة ما يتم الدفع لفرق الإنتاج المطلوبة لإنتاج الصور والأصوات. ومع ذلك، في حالة الحياة في يوم، لم يتم تعويض العمل الذي قام به مستخدمو يوتيوب لتصوير المحتوى المستخدم في الفيلم، رغم عرض الفيلم في دور سينما تقليدية لتحقيق ربح.
تلقى الحياة في يوم استقبالًا إيجابيًا عمومًا من نقاد السينما. ذكرت Rotten Tomatoes أن 82٪ من 52 نقادًا قد أعطوا الفيلم مراجعة إيجابية، بمتوسط تصنيف 7.1 من 10. أعطى ميتاكريتيك الفيلم متوسط تقييم 58/100، مشيرًا إلى مراجعات مختلطة أو متوسطة.
صرحت هيلين أوهارا من إمباير أن الفيلم كان مؤثرًا بصريًا. ليس كلاسيكيًا بأي حال من الأحوال، لكنه لمحة رائعة عن الطريقة التي نعيش بها اليوم. أعطى مايكل أوسوليفان من صحيفة واشنطن بوست الفيلم 3.5/4، قائلًا إن الحياة في يوم، بدون مبالغة، إنجاز عميق. بيتر هاول، ناقد تورنتو ستار، أعطى الفيلم 3/4، قائلًا: الغالبية العظمى من الفيلم تبدو حقيقية وملهمة بشكل لا يمكن إنكاره. كتبت أنجيلا ووتر كتر من مجلة وايرد أن الفيلم يفيض بالألفة والإلحاح.
قالت ليز براون إن الكثير يمكن التنبؤ به وكل شيء مألوف بالنسبة للجزء الأكبر، وكل ذلك مثير للاهتمام إلى حد ما. لكنها استشهدت أيضًا بالعديد من التسلسلات التي تجذب المشاهد عاطفيًا بشكل كامل. انتقد أندرو شينكر من مجلة سلانت الفيلم بالقول: فقط بضع قصاصات تفلت من النرجسية غير النقدية التي يحتفل بها الفيلم.